# DFB-Pokal 2012/13 (Frauen)
Der DFB-Pokal der Frauen wurde in der Saison 2012/13 zum 33. Mal ausgespielt. Im Finale am 19. Mai 2013 im Kölner Rheinenergiestadion setzte sich der VfL Wolfsburg mit 3:2 gegen den 1. FFC Turbine Potsdam durch. Für Wolfsburg war es der erste Pokalsieg. Gleichzeitig gewannen die Niedersächsinnen das Triple aus Meisterschaft, Pokal und dem Gewinn der Champions League. Im Gegensatz zum DFB-Pokal der Männer führt der Pokalsieg nicht zur Qualifikation für den Europapokal.

## Teilnehmende Mannschaften
Automatisch qualifiziert sind die Mannschaften der 1. und 2. Bundesliga der abgelaufenen Spielzeit. Dazu kommen die Aufsteiger in die 2. Bundesliga und die Sieger der 21 Landespokalwettbewerbe. Zweite Mannschaften sind grundsätzlich nicht teilnahmeberechtigt. Gewinnt eine zweite Mannschaft, deren 1. Mannschaft bereits für den DFB-Pokal qualifiziert ist, oder ein Aufsteiger in die 2. Bundesliga den Landespokal, so rückt der jeweils unterlegene Finalist in den DFB-Pokal nach.
| Bundesliga die 12 Vereine der Saison 2011/12 | 2. Bundesliga 18 der 24 Vereine der Saison 2011/12 1 | Regionalliga die 5 Zweitligaaufsteiger der Saison 2011/12 |
| --- | --- | --- |
| SC 07 Bad Neuenahr FCR 2001 Duisburg SGS Essen 1. FFC Frankfurt SC Freiburg Hamburger SV FF USV Jena 1. FC Lokomotive Leipzig Bayer 04 Leverkusen FC Bayern München (TV) 1. FFC Turbine Potsdam VfL Wolfsburg | Werder Bremen BV Cloppenburg TSV Crailsheim FSV Gütersloh 2009 Herforder SV TSG 1899 Hoffenheim 1. FC Köln FV Löchgau 1. FC Lübars Magdeburger FFC Mellendorfer TV SV Meppen Borussia Mönchengladbach 1. FFC 08 Niederkirchen FFC Oldesloe 2000 1. FC Saarbrücken VfL Sindelfingen ETSV Würzburg | SV Bardenbach Holstein Kiel Blau-Weiß Hohen Neuendorf SC Sand 1. FFC Recklinghausen |
| Verbandspokal die Landespokalsieger der 21 Landesverbände des DFB 2 | | |
| - Baden ASV Hagsfeld - Bayern SV 67 Weinberg - Berlin BSV Al-Dersimspor 2 - Brandenburg FC Borussia Brandenburg - Bremen ATS Buntentor - Hamburg FC Bergedorf 85 - Hessen RSV Roßdorf | - Mecklenburg-Vorpommern 1. FC Neubrandenburg 04 - Mittelrhein Sportfreunde Uevekoven - Niederrhein Borussia Bocholt - Niedersachsen Fortuna Celle 3 - Rheinland TuS Ahrbach - Saarland SSV Saarlouis 4 - Sachsen SG LVB Leipzig 5                                                               | - Sachsen-Anhalt Hallescher FC - Schleswig-Holstein SSC Hagen Ahrensburg - Südbaden Polizei SV Freiburg 6 - Südwest TSV Schott Mainz - Thüringen 1. FFV Erfurt - Westfalen Sportfreunde Siegen - Württemberg TV Derendingen |
| 1 Zweite Mannschaften sind nicht teilnahmeberechtigt. 2 Pokalsieger Blau-Weiß Hohen-Neuendorf nimmt als Zweitligaaufsteiger teil. 3 Pokalsieger VfL Wolfsburg II ist nicht teilnahmeberechtigt. 4 Die Mannschaft trat zur Saison 2012/13 zur DJK Saarwellingen über. 5 Pokalsieger 1. FC Lokomotive Leipzig II ist nicht teilnahmeberechtigt. 6 Pokalsieger SC Sand nimmt als Zweitligaaufsteiger teil. | | |

## 1. Runde
Die erste Runde wurde am 13. Juli 2012 ausgelost. Die acht bestplatzierten Vereine der vorigen Bundesligasaison bekamen ein Freilos in Runde 1. Die Spiele fanden am 25. und 26. August 2012 statt.
|                          | Ergebnis             |                           |
| ------------------------ | -------------------- | ------------------------- |
| Mellendorfer TV          | 0:18 (0:10)          | Magdeburger FFC           |
| FC Bergedorf 85          | 1:3 (0:2)            | SV Meppen                 |
| SG LVB Leipzig           | 0:9 (0:5)            | Werder Bremen             |
| 1. FFV Erfurt            | 0:6 (0:5)            | 1. FC Lokomotive Leipzig  |
| 1. FC Neubrandenburg 04  | 0:5 (0:4)            | FFC Oldesloe 2000         |
| Fortuna Celle            | 0:8 (0:4)            | FSV Gütersloh 2009        |
| Hallescher FC            | 1:4 (0:0)            | Herforder SV              |
| BSV Al-Dersimspor        | 0:7 (0:3)            | 1. FC Lübars              |
| Hamburger SV             | 0:6 (0:3)            | BV Cloppenburg            |
| ATS Buntentor            | 0:13 (0:7)           | FF USV Jena               |
| FC Borussia Brandenburg  | 0:7 (0:2)            | Blau-Weiß Hohen Neuendorf |
| SSC Hagen Ahrensburg     | 1:5 (1:1)            | Holstein Kiel             |
| Sportfreunde Uevekoven   | 1:3 (0:1)            | VfL Sindelfingen          |
| Borussia Mönchengladbach | 2:1 (2:0)            | SV Bardenbach             |
| TuS Ahrbach              | 0:9 (0:5)            | 1. FC Saarbrücken         |
| TV Derendingen           | 1:2 (0:2)            | TSV Crailsheim            |
| Borussia Bocholt         | 1:2 (0:1)            | 1. FFC Recklinghausen     |
| FV Löchgau               | 0:3 (0:1)            | ETSV Würzburg             |
| ASV Hagsfeld             | 1:5 (1:1)            | 1. FC Köln                |
| SV 67 Weinberg           | 2:0 (0:0)            | 1. FFC Niederkirchen      |
| PSV Freiburg             | 1:3 n. V. (1:1, 0:0) | SC Sand                   |
| TSV Schott Mainz         | 2:7 (2:1)            | Bayer 04 Leverkusen       |
| Sportfreunde Siegen      | 0:2 (0:0)            | TSG 1899 Hoffenheim       |
| RSV Roßdorf              | 2:1 (1:1)            | DJK Saarwellingen         |

## 2. Runde
Ein Freilos in Runde 1 hatten FFC Frankfurt, 1. FFC Turbine Potsdam, FC Bayern München, FCR 2001 Duisburg, SC 07 Bad Neuenahr, SC Freiburg, SGS Essen und VfL Wolfsburg. Ausgelost wurden die Partien am 11. September 2012. Mit Bayern – Frankfurt ergab sich eine Neuauflage des Vorjahresfinals. Die Partien fanden am 6. und 7. Oktober 2012 statt.
|                           | Ergebnis                       |                          |
| ------------------------- | ------------------------------ | ------------------------ |
| FFC Oldesloe 2000         | 0:5 (0:4)                      | 1. FC Lokomotive Leipzig |
| Holstein Kiel             | 1:3 n.V (1:1, 1:0)             | SV Meppen                |
| 1. FFC Turbine Potsdam    | 5:3 (2:1)                      | SGS Essen                |
| Magdeburger FFC           | 0:3 (0:2)                      | Werder Bremen            |
| Herforder SV              | 3:1 (1:0)                      | FSV Gütersloh 2009       |
| Blau-Weiß Hohen Neuendorf | 0:2 (0:1)                      | FF USV Jena              |
| BV Cloppenburg            | 6:1 (1:0)                      | 1. FFC Recklinghausen    |
| VfL Wolfsburg             | 4:0 (2:0)                      | 1. FC Lübars             |
| Borussia Mönchengladbach  | 0:3 (0:1)                      | SC Sand                  |
| RSV Roßdorf               | 2:3 (0:1)                      | TSV Crailsheim           |
| SV 67 Weinberg            | 1:5 (0:4)                      | SC Freiburg              |
| TSG 1899 Hoffenheim       | 6:4 n. V. (4:4, 2:1)           | VfL Sindelfingen         |
| Bayer 04 Leverkusen       | 1:2 n. V. (0:0, 0:0)           | FCR 2001 Duisburg        |
| Bayern München            | 1:1 n. V. (0:0, 0:0) 6:4 i. E. | 1. FFC Frankfurt         |
| 1. FC Köln                | 3:2 (2:1)                      | ETSV Würzburg            |
| 1. FC Saarbrücken         | 0:5 (0:3)                      | SC 07 Bad Neuenahr       |

## Achtelfinale
Die Auslosung der 3. Runde erfolgte am 14. Oktober 2012 in der Halbzeitpause des Frauenzweitligaspiels zwischen dem 1. FC Köln und dem 1. FFC Recklinghausen. Gezogen wurden die Lose von der Fernsehmoderatorin Shary Reeves. Die Spiele fanden am 17. und 18. November 2012 statt.
|                     | Ergebnis                     |                          |
| ------------------- | ---------------------------- | ------------------------ |
| TSG 1899 Hoffenheim | 3:1 (0:0)                    | 1. FC Lokomotive Leipzig |
| SC 07 Bad Neuenahr  | 0:1 (0:1)                    | 1. FFC Turbine Potsdam   |
| 1. FC Köln          | 0:1 (0:1)                    | SC Freiburg              |
| TSV Crailsheim      | 1:5 (0:2)                    | Herforder SV             |
| Werder Bremen       | 1:4 (0:2)                    | FF USV Jena              |
| BV Cloppenburg      | 2:2 n.V (1:1, 0:1) 2:3 i. E. | SC Sand                  |
| SV Meppen           | 0:4 (0:2)                    | Bayern München           |
| FCR 2001 Duisburg   | 1:8 (1:4)                    | VfL Wolfsburg            |

## Viertelfinale
Die Viertelfinalspiele wurden am 29. November 2012 in der Halbzeitpause des Fußball-Länderspiels der Frauen zwischen Deutschland und Frankreich in Halle (Saale) ausgelost. Die Spiele werden am 15. und 16. Dezember 2012 ausgetragen. Das Spiel Wolfsburg gegen Jena wurde wegen Unbespielbarkeit des Platzes auf den 9. Februar 2013 verschoben.
|                     | Ergebnis  |                        |
| ------------------- | --------- | ---------------------- |
| TSG 1899 Hoffenheim | 1:5 (0:3) | Bayern München         |
| SC Sand             | 0:1 (0:1) | 1. FFC Turbine Potsdam |
| VfL Wolfsburg       | 3:0 (0:0) | FF USV Jena            |
| SC Freiburg         | 6:2 (2:0) | Herforder SV           |

## Halbfinale
Die Halbfinalspiele fanden am 2. und 3. März 2013 statt. Die folgenden Begegnungen wurden am 19. Dezember 2012 im Rahmen der Sportschau durch den ehemaligen Nationalspieler Olaf Thon ausgelost:
|                        | Ergebnis             |                |
| ---------------------- | -------------------- | -------------- |
| 1. FFC Turbine Potsdam | 4:1 n. V. (1:1, 0:0) | Bayern München |
| SC Freiburg            | 0:5 (0:1)            | VfL Wolfsburg  |

## Finale
| VfL Wolfsburg                                           | VfL Wolfsburg | 1. FFC Turbine Potsdam | 1. FFC Turbine Potsdam |
| ------------------------------------------------------- | --- | --- | ---------------------- |
| VfL Wolfsburg                                           | \| 19. Mai 2013 um 16:30 Uhr in Köln (RheinEnergieStadion) \| \| Ergebnis: 3:2 (1:0) \| \| Zuschauer: 14.269 \| \| Schiedsrichterin: Katrin Rafalski (Bad Zwesten) \|                                                                                    | \| 19. Mai 2013 um 16:30 Uhr in Köln (RheinEnergieStadion) \| \| Ergebnis: 3:2 (1:0) \| \| Zuschauer: 14.269 \| \| Schiedsrichterin: Katrin Rafalski (Bad Zwesten) \|                                                                                               | 1. FFC Turbine Potsdam |
| VfL Wolfsburg                                           | Jana Burmeister – Luisa Wensing, Josephine Henning, Lena Goeßling, Maren Tetzlaff – Anna Blässe, Viola Odebrecht, Nadine Keßler, Lina Magull (69. Zsanett Jakabfi) – Martina Müller, Conny Pohlers (90.+1' Ivonne Hartmann) Cheftrainer: Ralf Kellermann | Alyssa Naeher – Alex Singer, Stefanie Draws, Tabea Kemme, Jennifer Cramer (77. Ada Hegerberg) – Pauline Bremer, Maren Mjelde, Patricia Hanebeck – Genoveva Añonma (46. Antonia Göransson), Yūki Ōgimi, Nataša Andonova (39. Lisa Evans) Cheftrainer: Bernd Schröder | 1. FFC Turbine Potsdam |
| VfL Wolfsburg                                           | 1:0 Müller (45.) 2:0 Müller (52.) 3:0 Pohlers (55.) | 3:1 Evans (59.) 3:2 Ōgimi (62., Foulelfmeter) | 1. FFC Turbine Potsdam |
| VfL Wolfsburg                                           | Henning | | 1. FFC Turbine Potsdam |
| 19. Mai 2013 um 16:30 Uhr in Köln (RheinEnergieStadion) | | |                        |
| Ergebnis: 3:2 (1:0)                                     | | |                        |
| Zuschauer: 14.269                                       | | |                        |
| Schiedsrichterin: Katrin Rafalski (Bad Zwesten)         | | |                        |

## Beste Torschützinnen
Nachfolgend sind die besten Torschützen des DFB-Pokals 2012/13 aufgeführt. Die Sortierung erfolgt nach Anzahl ihrer Treffer bzw. bei gleicher Toranzahl alphabetisch.
| Rang | Spielerin        | Verein                 | Tore |
| ---- | ---------------- | ---------------------- | ---- |
| 1    | Conny Pohlers    | VfL Wolfsburg          | 8    |
| 2    | Dania Schuster   | Magdeburger FFC        | 7    |
| 3    | Sarah Hagen      | FC Bayern München      | 6    |
|      | Martina Müller   | VfL Wolfsburg          | 6    |
|      | Sarah Schatton   | 1. FC Saarbrücken      | 6    |
|      | Agnieszka Winczo | BV Cloppenburg         | 6    |
| 7    | Anna Laue        | Herforder SV           | 5    |
| 8    | Genoveva Añonma  | 1. FFC Turbine Potsdam | 4    |
|      | Isabelle Meyer   | SC Sand                | 4    |
|      | Daniela Schacher | Werder Bremen          | 4    |
|      | Maike Timmermann | Werder Bremen          | 4    |